# Philipp Fraundorffer
Philipp Fraundorffer (* 30. April 1663 in Königswiesen, Oberösterreich; † 1702 in Brünn,  Königreich Böhmen) war ein mährischer Arzt und Mitglied der Gelehrtenakademie „Leopoldina“.
Philipp Fraundorffer wurde in der Marktgemeinde Königswiesen in Oberösterreich geboren. Er war königlicher Provinzialphysikus in Mähren. Sein Hauptwirkungsort war Brünn in Mähren.
Am 30. November 1697 wurde Fraundorffer mit dem Beinamen Herodicus I. als Mitglied (Matrikel-Nr. 230) in die Sacri Romani Imperii Academia Caesareo-Leopoldina Naturae Curiosorum aufgenommen. Er gehörte der Sektion Mathematik an.

## Werke
- de hydrope tunicae adnatae oculi, Misc. Ac nat. cur. 1695.
- Philippi Fraundorffer, Ph. & Med. Doctoris, & in Marchionatu Moraviæ Physici Provincialis, Opusculum De Morbis Mulierum, 1696. Digitalisat
- Spolia Hippocratica, 1699.
- Philippi Fraundorfferi, Phil. & Med. D. in March. Morav. Phys. Provinc. Regii, Acad. Caesar. Nat. Cur. Herodici mit Johann Abraham Merklin (Sohn des Leopoldina-Mitglieds Georg Abraham Mercklin): Tabula Smaragdina Medico-Pharmaceutica, 1713. Digitalisat